# Believe in Me (песня Бонни Тайлер)
«Believe in Me» (с англ. — «Поверь в меня») — песня с 16-го студийного альбома Rocks and Honey британской певицы Бонни Тайлер. Авторами песни являются Дезмонд Чайлд, Лорен Кристи и Кристофер Браиде. Трек был выпущен в виде сингла 13 марта 2013 года. Песня была записана в Blackbird Studios. В ней рассказывается о влюблённом человеке, потерявшем веру в любовь и религию; всё, что ему осталось, — это вера в себя.
Бонни Тайлер с песней «Believe in Me» представляла Великобританию на конкурсе песни «Евровидение 2013». В соответствии с правилами конкурса оригинальная песня была сокращена до трёх минут. После Евровидения она добралась до 93-го места в чартах Великобритании, однако в других странах успеха не было.
Композиция получила неоднозначные отзывы музыкальных критиков, многие из которых в своих рецензиях опирались на её неудачу на Евровидении. Несмотря на посредственные результаты Евровидения (19-е место), многие коллеги по цеху, в том числе участники конкурса высоко оценили песню. Позже она завоевала несколько наград на радио ESC (Eurovision Song Contest Radio).

## Список композиций
| №  | Название                             | Длительность |
| -- | ------------------------------------ | ------------ |
| 1. | «Believe in Me» (Radio Edit)         | 3:01         |
| 2. | «Believe in Me» (Album Version)      | 3:57         |
| 3. | «Believe in Me» (Eurovision Version) | 3:03         |
| 4. | «Stubborn»                           | 3:46         |

## Позиции в чартах
| Чарт (2013)                     | Наивысшая позиция |
| ------------------------------- | ----------------- |
| Великобритания (OCC UK Singles) | 93                |
| Великобритания (OCC UK Indie)   | 10                |